# Ordre de bataille unioniste de Richmond
Les unités et commandants suivants de l'armée de l'Union ont combattu le 29 et 30 août 1862 lors de la bataille de Richmond de la guerre de Sécession. L'ordre de bataille confédéré est indiqué séparément.

## Abréviations utilisées

### Grade militaire
- Major général
- Brigadier général
- Colonel
- Lieutenant colonel
- Commandant
- Capitaine
- Premier lieutenant

### Autres
- (b) = blessé
- (mb) = mortellement blessé
- (†) = tué
- (PDG) = capturé

## Armée du Kentucky
Major général William "Bull" Nelson  (b)
 Brigadier général Machlon Dickerson Manson (au commandement jusqu'à l'arrivée de Nelson)
| Brigade                                                          | Régiments et autres |
| ---------------------------------------------------------------- | --- |
| Première brigade Brigadier général Mahlon Dickerson Manson (PDG) | - 16th Indiana : Colonel Thomas J. Lucas - 55th Indiana : Lieutenant colonel John R. Mahan - 69th Indiana : Lieutenant colonel Harman J. Korff - 71st Indiana : Lieutenant colonel Melville D. Topping (†) - 7th Kentucky (détachement) : Capitaine Elisha Bowman Treadway - 3rd Tennessee (détachement) : Lieutenant colonel John C. Chiles - Batterie improvisée [batterie F, 1st Michigan Light Artillery ; Batterie G, 1st Michigan Light Artillery]: Premier lieutenant Edwin O. Lanphere |
| Deuxième brigade Brigadier général Charles Cruft                 | - 12th Indiana : Colonel William H. Link (mb) - 66th Indiana : Commandant Thomas G. Morrison, Capitaine John F. Baird - 18th Kentucky : Colonel William A. Warner (†), Commandant Frederick G. Bracht - 95th Ohio : Colonel William Linn McMillen (b) |
| Brigade de cavalerie Brigadier général James S. Jackson          | - 6th Kentucky Cavalry, compagnies A, B, C, D, E : Lieutenant colonel Reuben J. Munday - 7th Kentucky Cavalry : Colonel Leonidas K. Metcalfe - 9th Kentucky Cavalry : Colonel Richard Taylor Jacob - 9th Pennsylvania Cavalry : Colonel Edward C. Williams |